# Congreso del Estado de Tlaxcala
El Congreso del Estado de Tlaxcala es el órgano representante del poder legislativo del estado de Tlaxcala, México. Está conformado por 15 diputados electos por mayoría relativa y 10 diputados electos por el principio de representación proporcional.

## Historia
En diciembre de 1856 el Territorio de Tlaxcala fue convertido en Estado de la federación por el Congreso Constituyente de 1856. El Congreso del Estado de Tlaxcala fue establecido en 1857 y el 3 de octubre de ese año promulgó la Constitución del Estado. Ese mismo año el congreso fue disuelto por el gobernador Guillermo Valle, que se había adherido al Plan de Tacubaya, desconociendo a la Constitución Federal de 1857 y el derecho de las entidades federativas a conformar congresos estatales. El congreso del Estado de Tlaxcala fue reinstalado después de la Guerra de Reforma y del Segundo Imperio Mexicano.

## Legislaturas
| Legislatura | Periodo   |
| ----------- | --------- |
| I           | 1857      |
| II          | 1865-1867 |
| III         | 1867-1869 |
| IV          | 1869-1872 |
| V           | 1872-1874 |
| VI          | 1874-1877 |
| VII         | 1877-1879 |
| VIII        | 1879-1881 |
| IX          | 1881-1882 |
| X           | 1883-1885 |
| XI          | 1885-1886 |
| XII         | 1886-1889 |
| XIII        | 1889-1891 |
| XIV         | 1891-1893 |
| XV          | 1893-1894 |
| XVI         | 1895-1897 |
| XVII        | 1897-1899 |

| Legislatura | Periodo   |
| ----------- | --------- |
| XVIII       | 1899-1901 |
| XIX         | 1901-1903 |
| XX          | 1903-1905 |
| XXI         | 1905-1907 |
| XXII        | 1907-1909 |
| XXIII       | 1909-1910 |
| XXIV        | 1910-1911 |
| XXV         | 1918-1921 |
| XXVI        | 1921-1923 |
| XXVII       | 1923-1925 |
| XXVIII      | 1925-1927 |
| XXIX        | 1927-1929 |
| XXX         | 1929-1931 |
| XXXI        | 1931-1933 |
| XXXII       | 1933-1935 |
| XXXIII      | 1935-1937 |
| XXXIV       | 1937-1939 |

| Legislatura | Periodo   |
| ----------- | --------- |
| XXXV        | 1939-1941 |
| XXXVI       | 1941-1943 |
| XXXVII      | 1943-1945 |
| XXXVIII     | 1945-1947 |
| XXXIX       | 1947-1950 |
| XL          | 1950-1953 |
| XLI         | 1953-1956 |
| XLII        | 1956-1959 |
| XLIII       | 1959-1962 |
| XLIV        | 1962-1965 |
| XLV         | 1965-1968 |
| XLVI        | 1968-1971 |
| XLVII       | 1971-1974 |
| XLVIII      | 1974-1977 |
| XLIX        | 1977-1980 |
| L           | 1980-1983 |
| LI          | 1983-1986 |

| Legislatura | Periodo   |
| ----------- | --------- |
| LII         | 1986-1989 |
| LIII        | 1989-1992 |
| LIV         | 1992-1995 |
| LV          | 1995-1998 |
| LVI         | 1998-2001 |
| LVII        | 2001-2004 |
| LVIII       | 2004-2007 |
| LIX         | 2007-2010 |
| LX          | 2010-2013 |
| LXI         | 2013-2017 |
| LXII        | 2017-2018 |
| LXIII       | 2018-2021 |
| LXIV        | 2021-2024 |
| LXV         | 2024-2027 |